# Cephalops obtusus
Cephalops obtusus är en tvåvingeart som först beskrevs av Hardy 1949.  Cephalops obtusus ingår i släktet Cephalops och familjen ögonflugor. Inga underarter finns listade i Catalogue of Life.